# Johannes Ludovici
Johannes Ludovici, eigentlich Johannes Hofmann (* in Würzburg; † 1480), war herzoglich-bayerischer Rat und Weihbischof von Regensburg. 1472 war Ludovici der erste Professor an der theologischen Fakultät der neugegründeten Universität Ingolstadt.

## Leben
Johannes Ludovici studierte in Wien und war dort 1461 Studienpräfekt. Zu Windsheim trat er in den Augustinerorden ein. Am 8. August 1464 wurde Johannes Ludovidi zum Weihbischof von Regensburg  geweiht. Später war er Rat des bayerischen Herzogs Ludwig IX. des Reichen. Ab März 1472 übernahm er die erste theologische Professur an der eben erst geschaffenen Universität Ingolstadt. Zudem übernahm Ludovici während seiner Professur die Dekanatsgeschäfte.

## Werke
Johannes Ludovici verfasst mehrere Reden, die sog. Sermonesreihen.